# Dippoldiswalde
Dippoldiswalde település Németországban, azon belül Szászország tartományban. Lakosainak száma 14 174 fő (2023. december 31.). Dippoldiswalde Rabenau, Glashütte, Schmiedeberg, Hartmannsdorf-Reichenau és Klingenberg községekkel határos.

## Fekvése
A Keleti-érchegységben, Freibergtől keletre fekvő település.

## Története

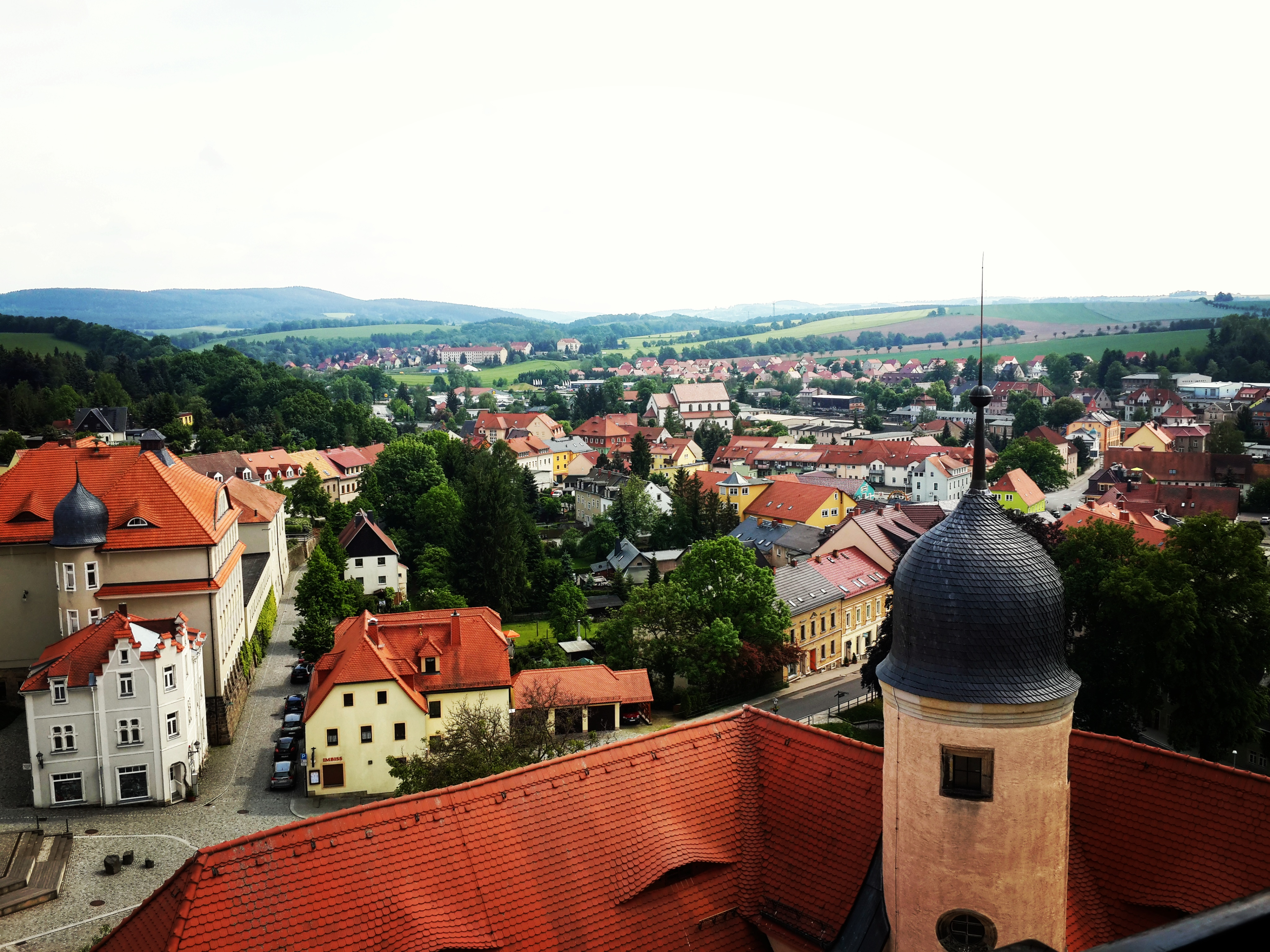
A város látképe

A 350 méter magasságban, a folyón létesített völgyzárógát (Talsperre Malter) közvetlen közelében fekvő település az Érchegység legrégibb települései közé tartozik.
Dippoldiswaldét 1200 körül alapították. A 13. században kapott városjogot, majd 1360-ban fallal vették körül.
A település ezüst- és rézbányászata révén gyors fejlődésnek indult. Körzetében a 15. század és a 18. század között mintegy 120 tárna és ércmosó működött, és csak 1849-ben hagytak fel itt a bányászattal.
1945 után többek között a Glashütte óragyár egy részlege is, de fejlett a környék mező- és erdőgazdasága is. Van élelmiszeripari mérnökképző iskolája, műszaki főiskolája és több szakiskolája is.
Látnivalói közül többek között a Miklós templom (Nikolaikirche), a Helytörténeti múzeum, a városháza, a kastély és a plébániatemplom érdemelnek említést.

## Nevezetességek
- Miklós templom ( Nikolaikirche)
- Helytörténeti múzeum
- Vár – őrgrófi erődítmény, amely 1200 körül épült. Jelenlegi formáját a 16. – és a 17. században nyerte el.

## Galéria

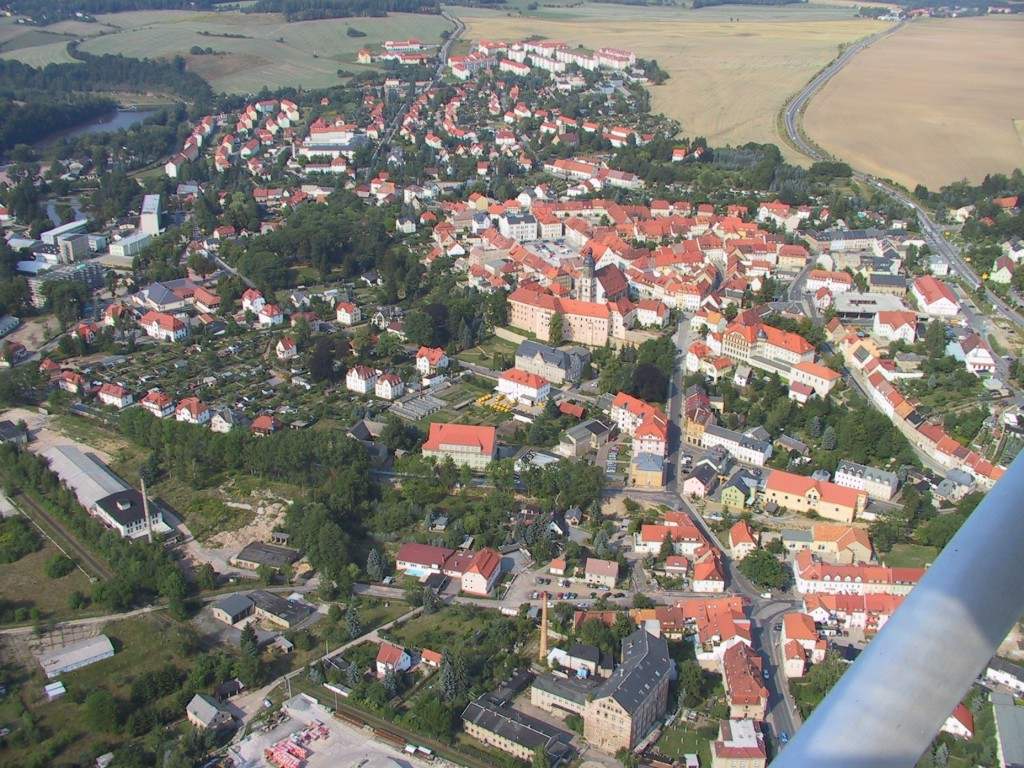
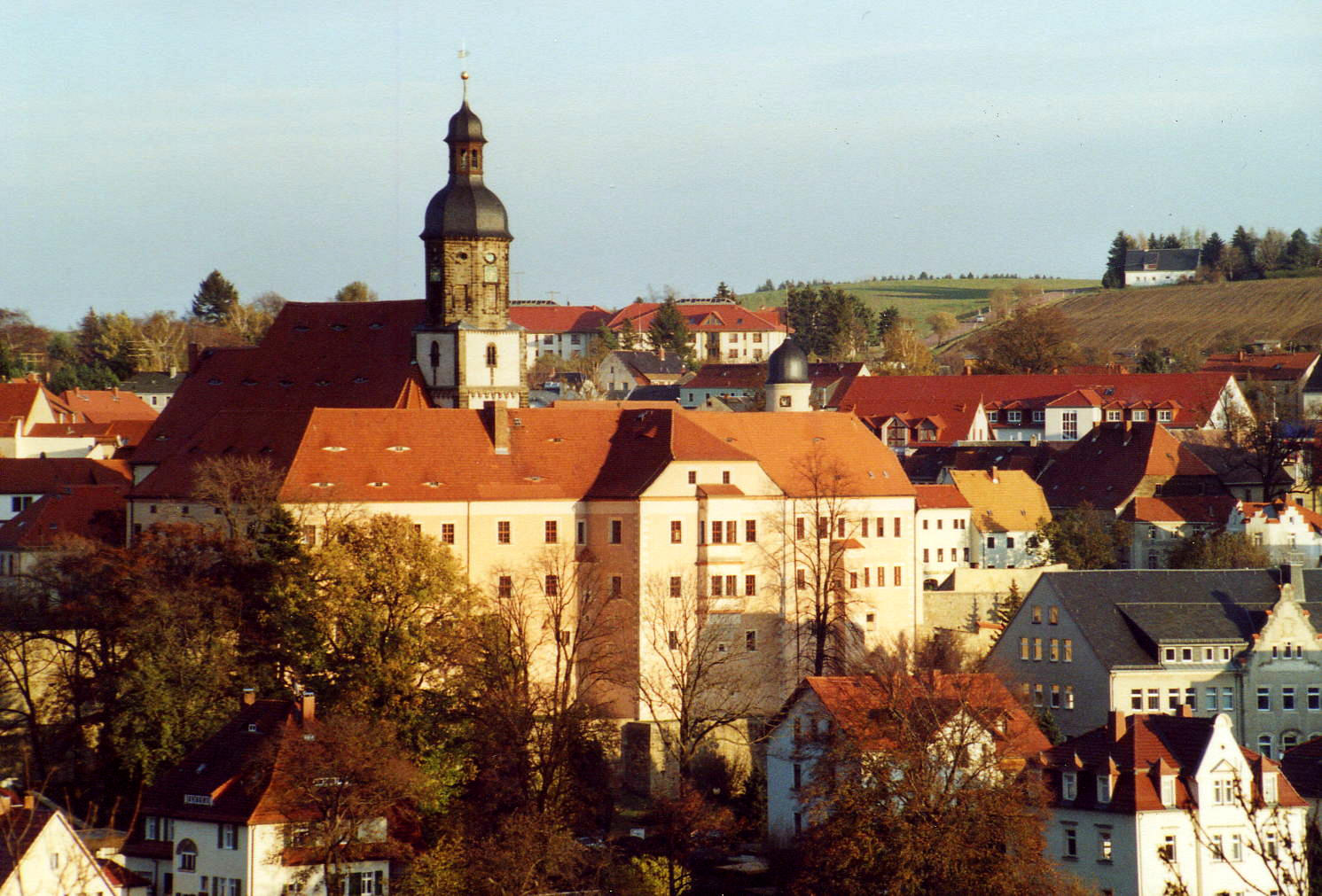
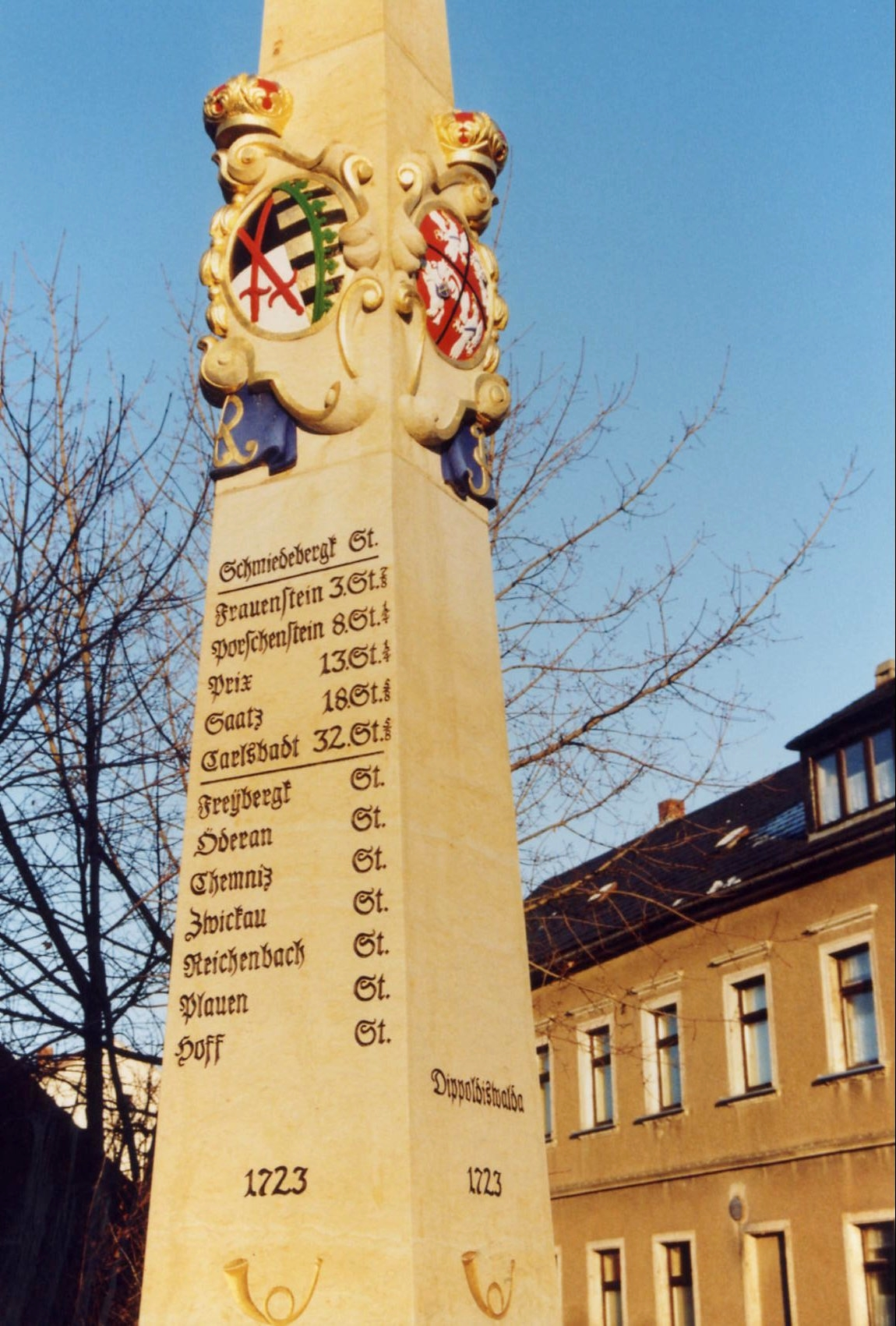
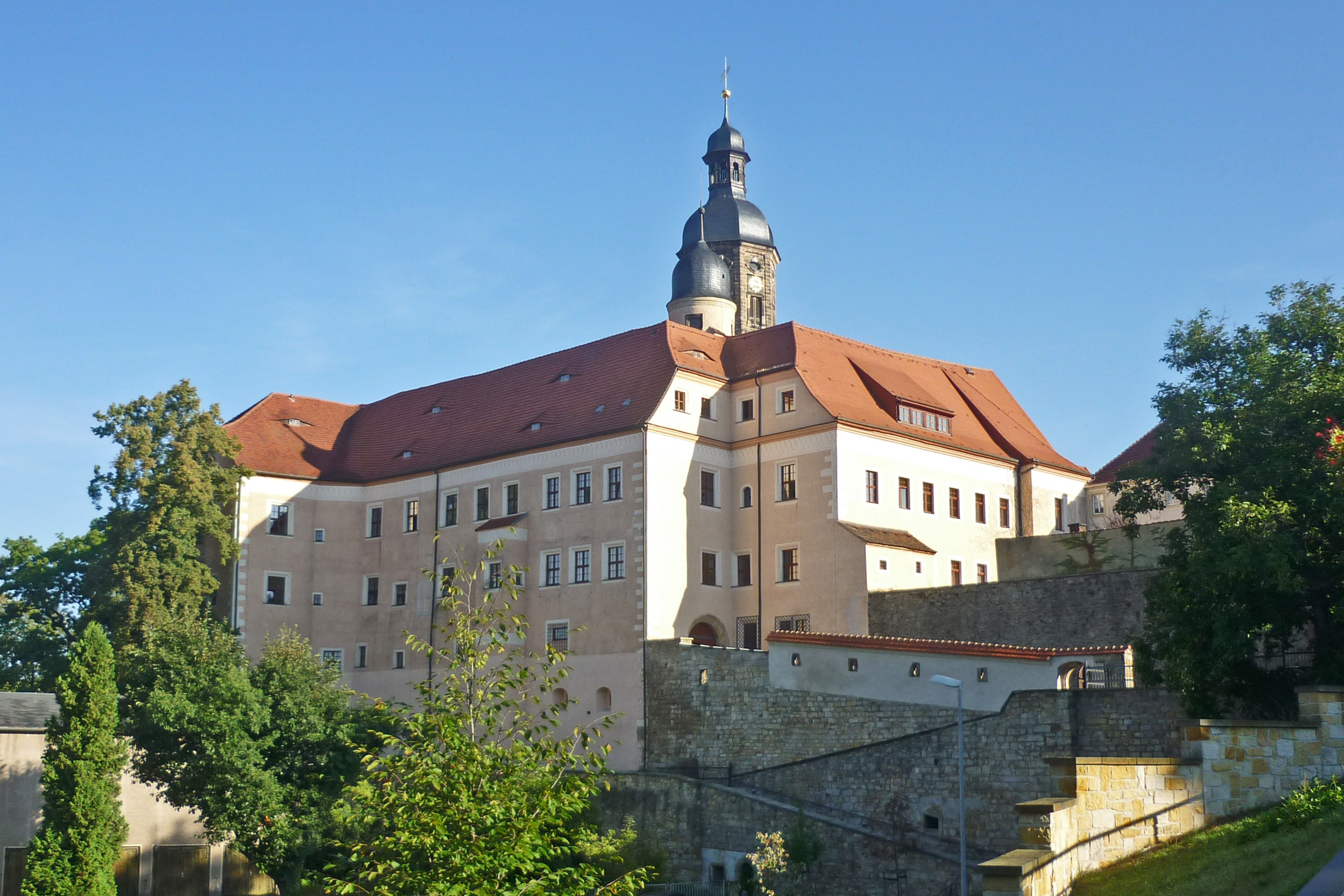
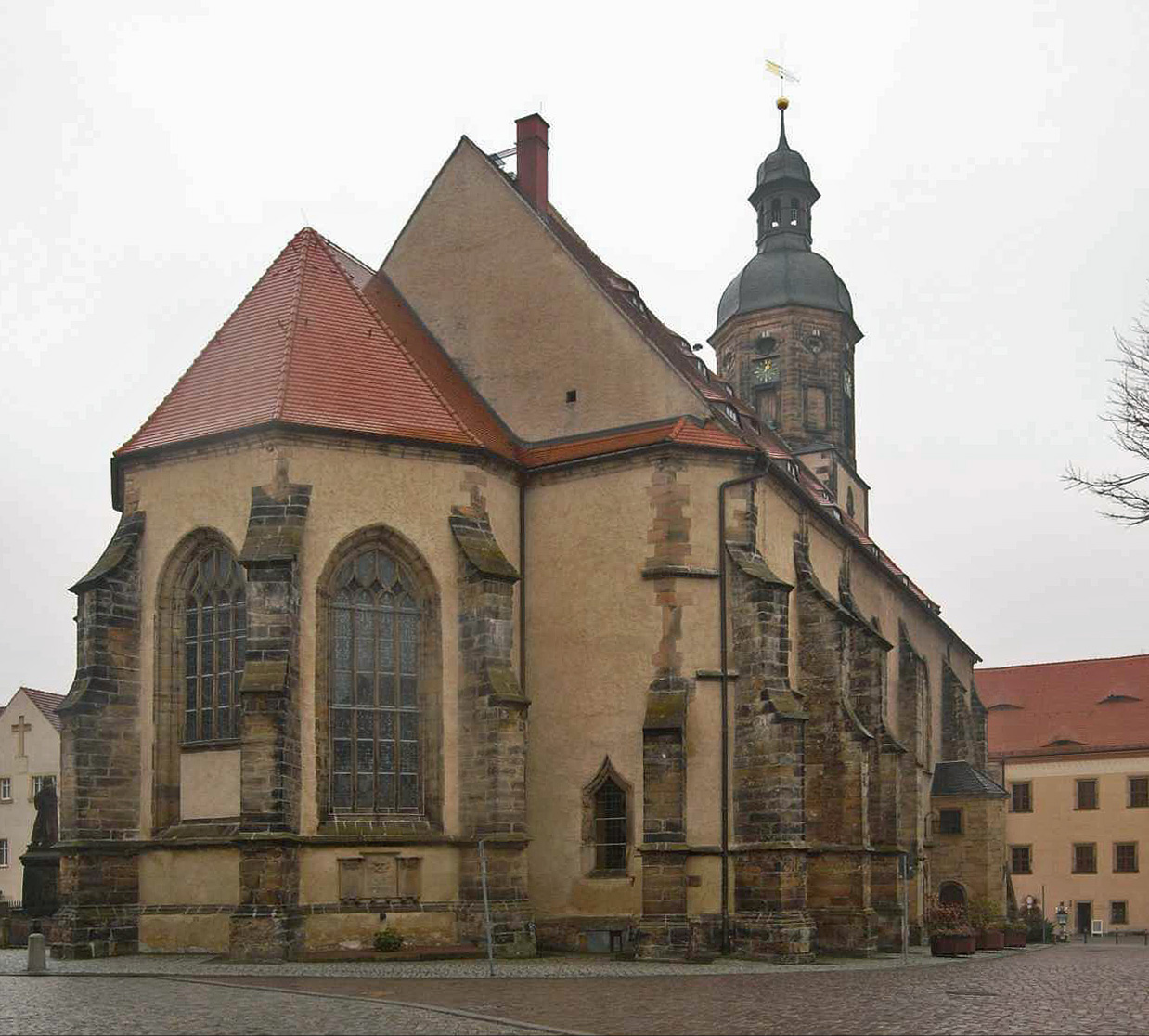
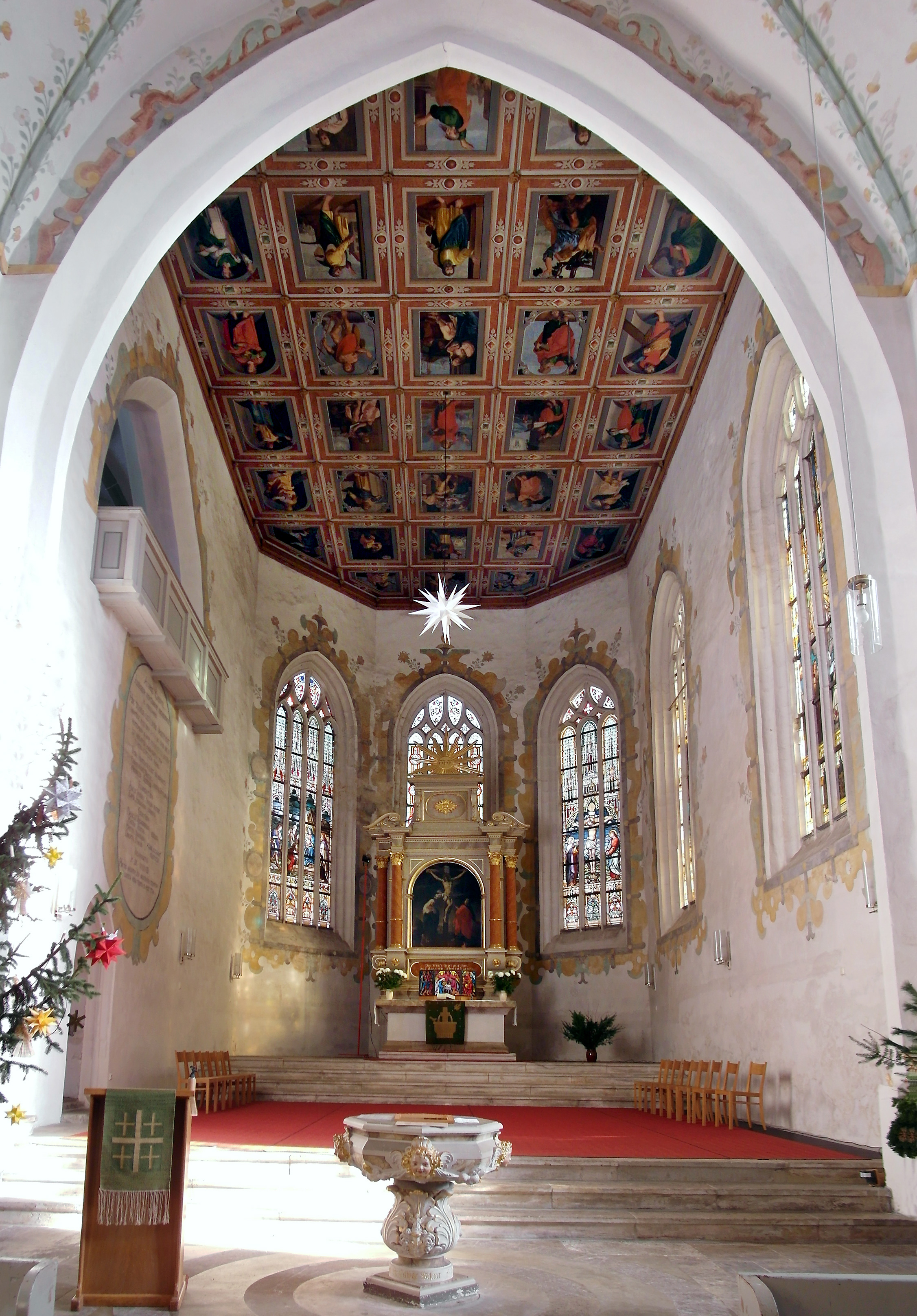
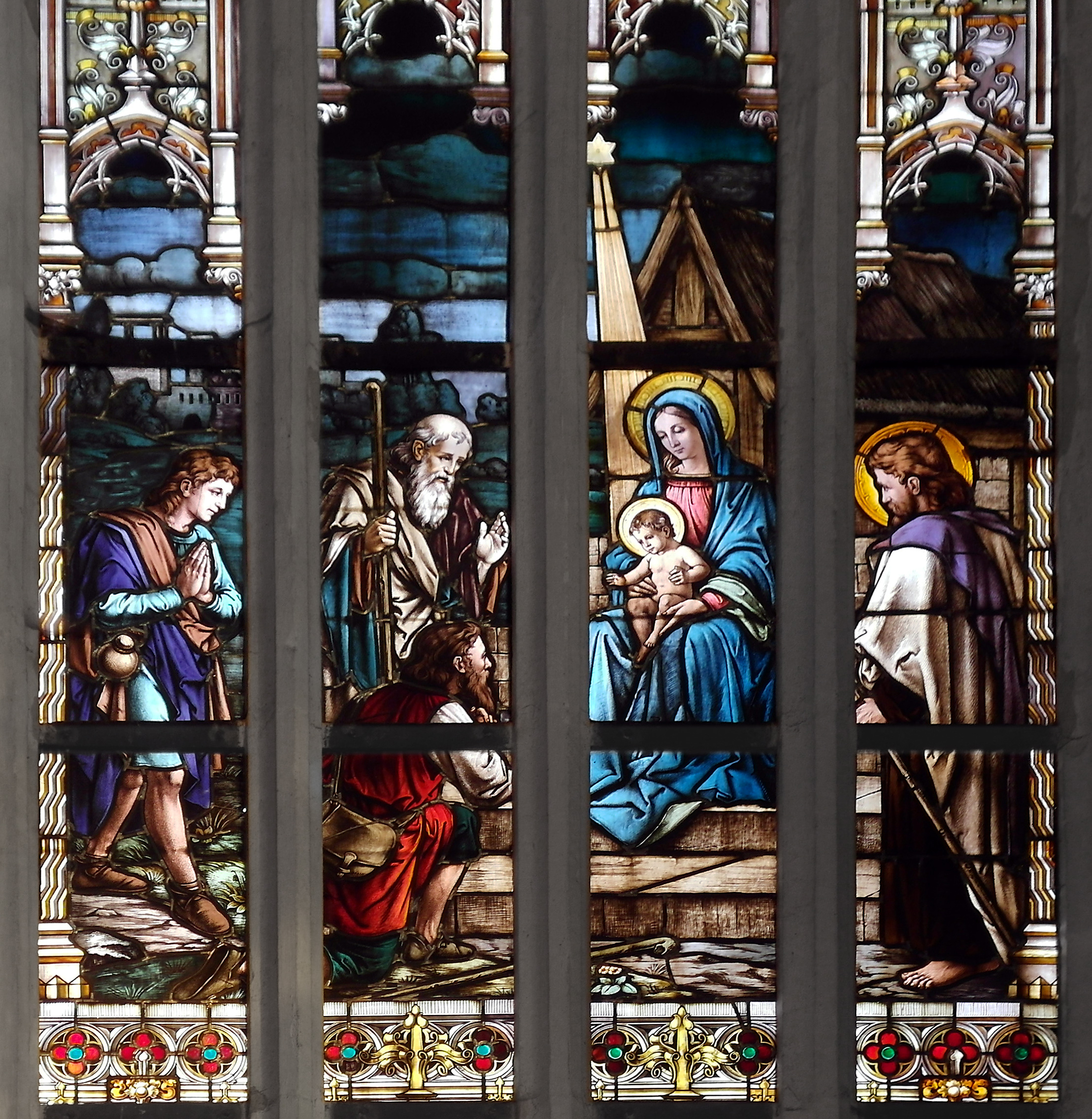
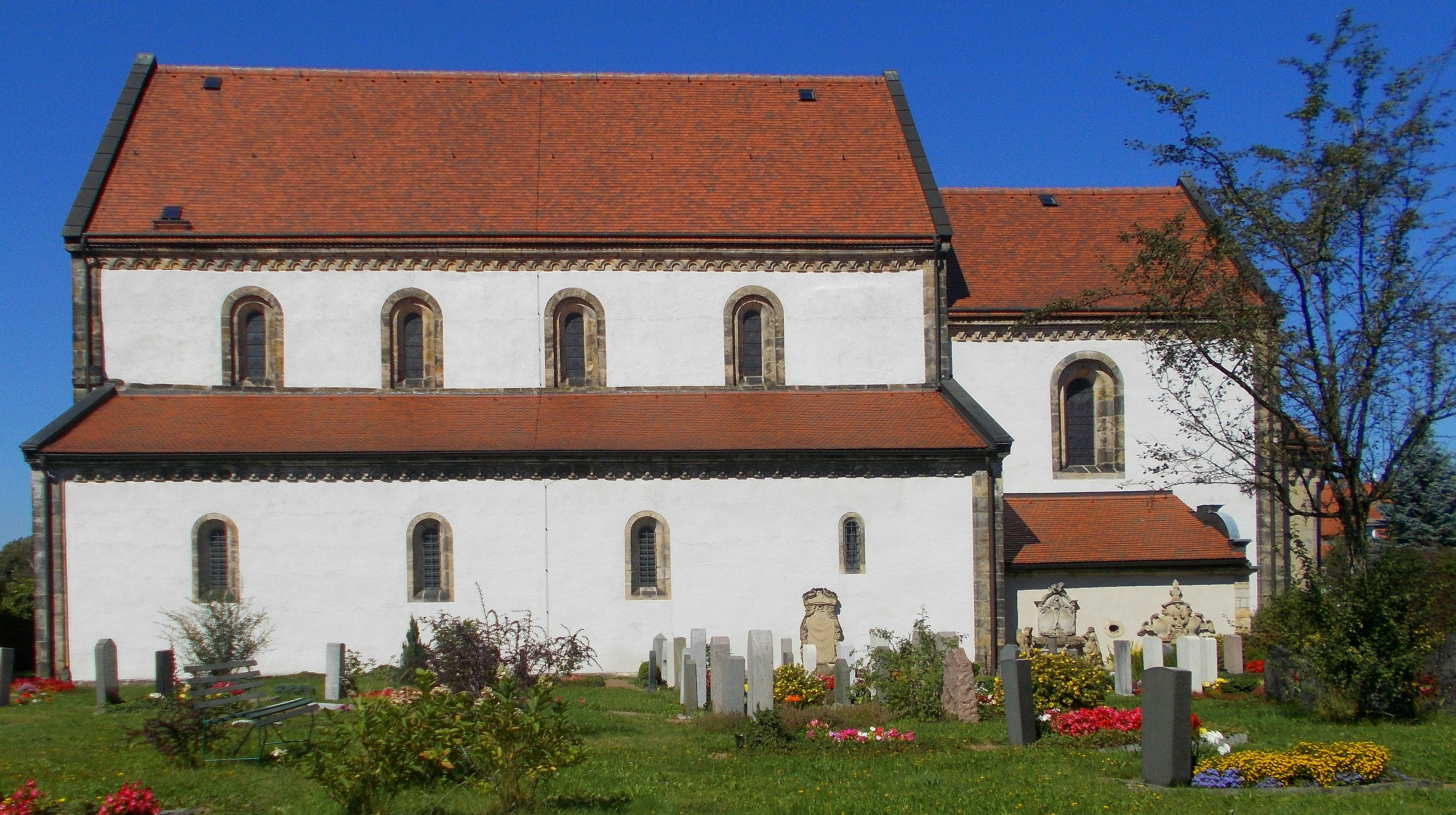
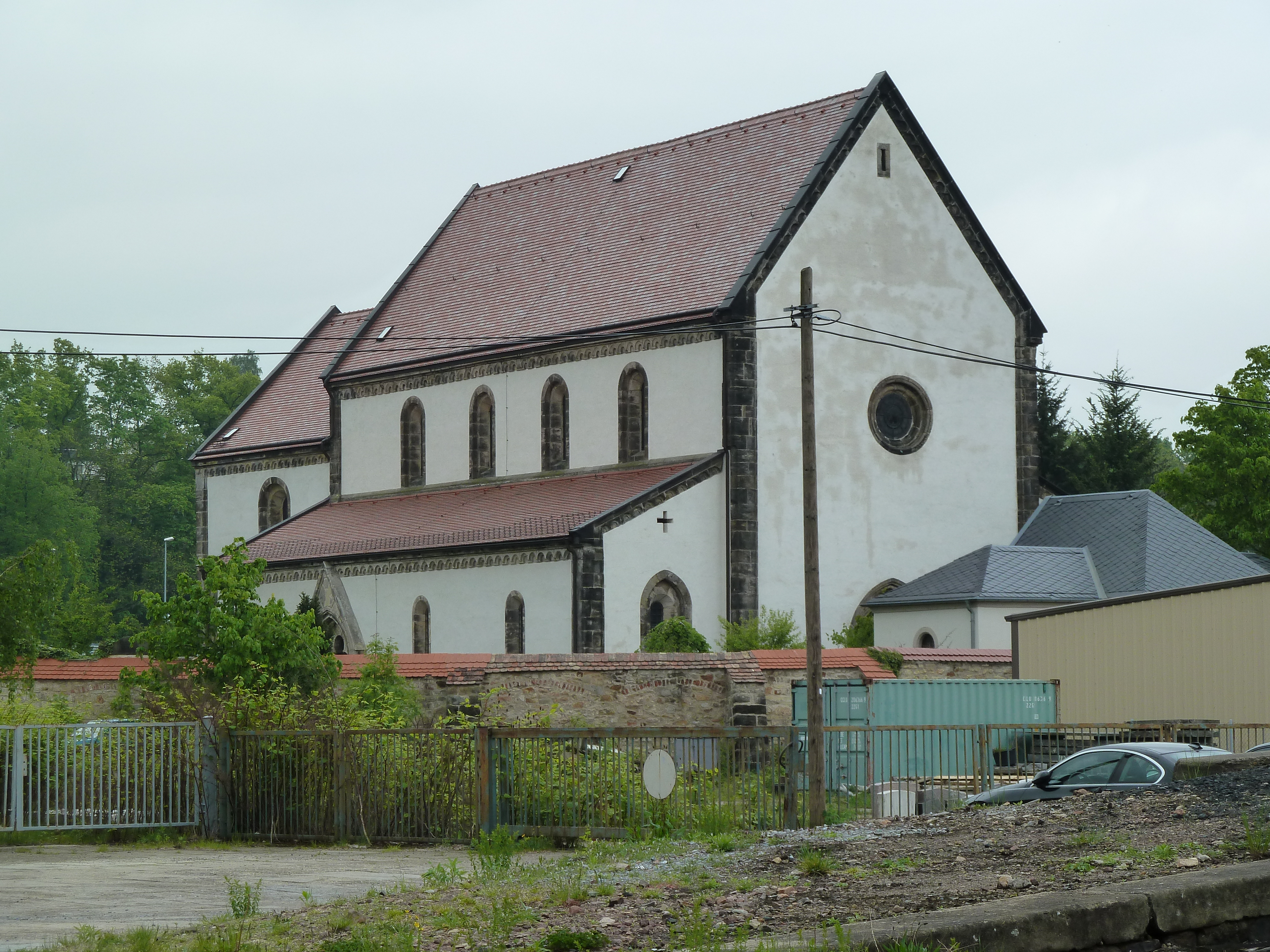
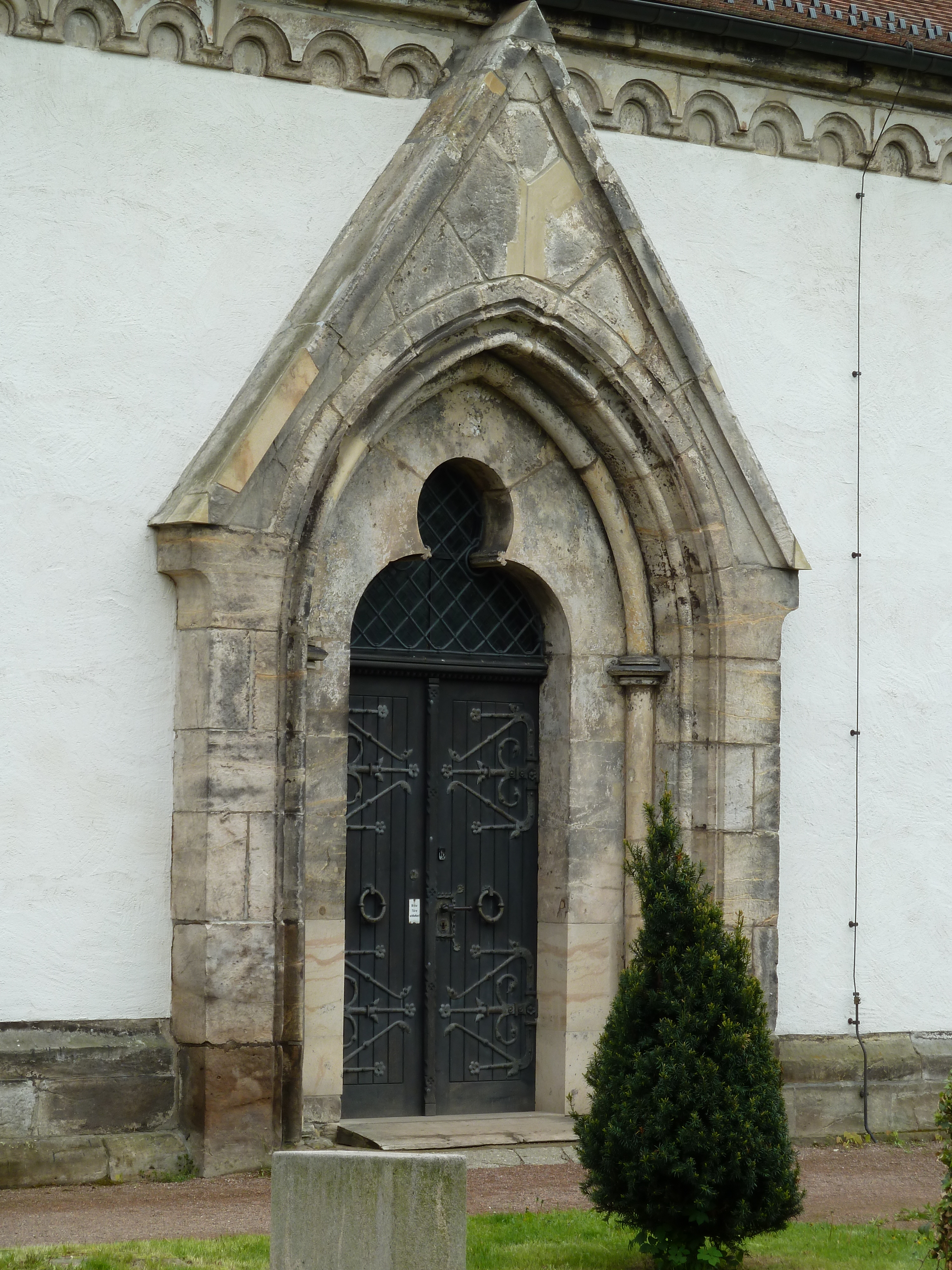
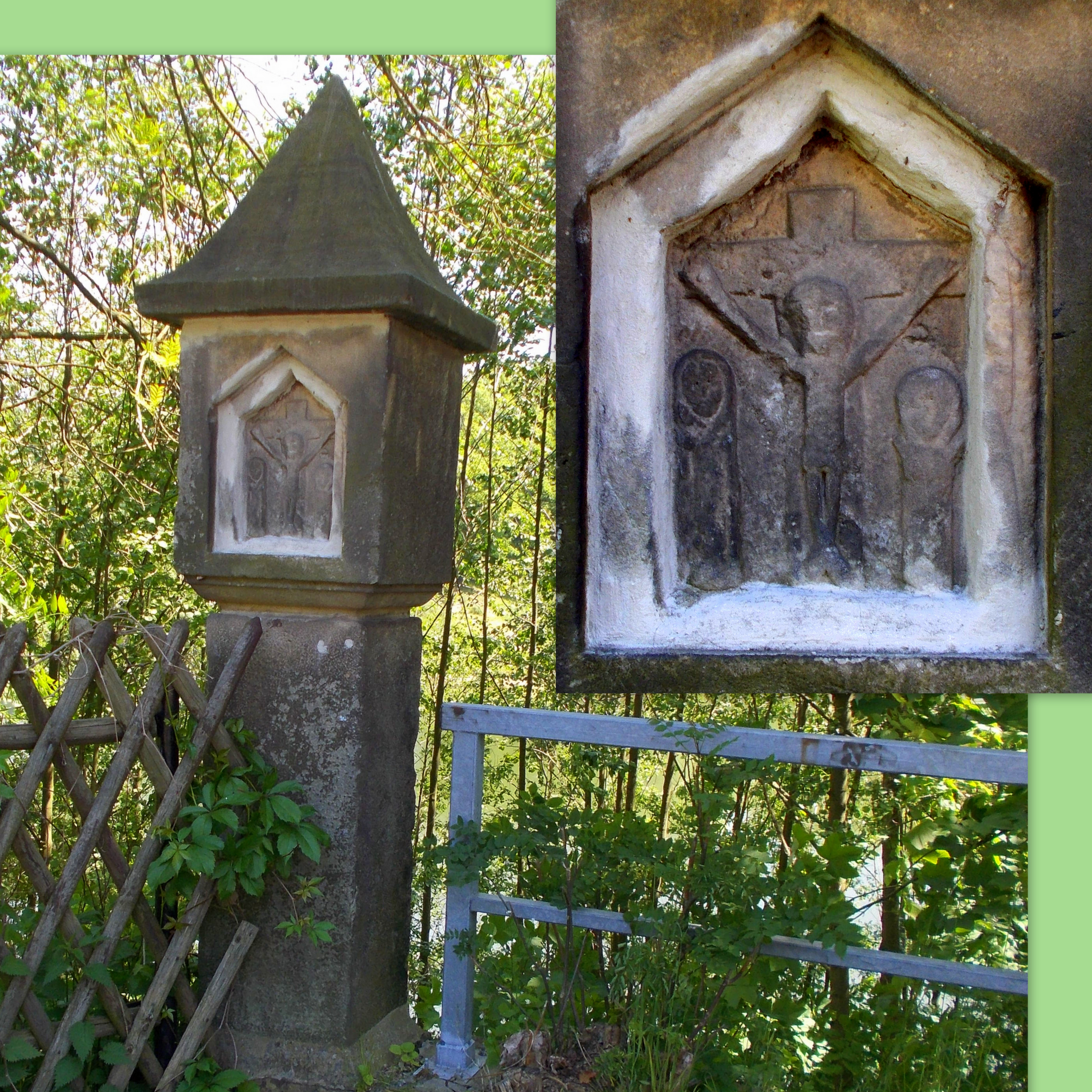
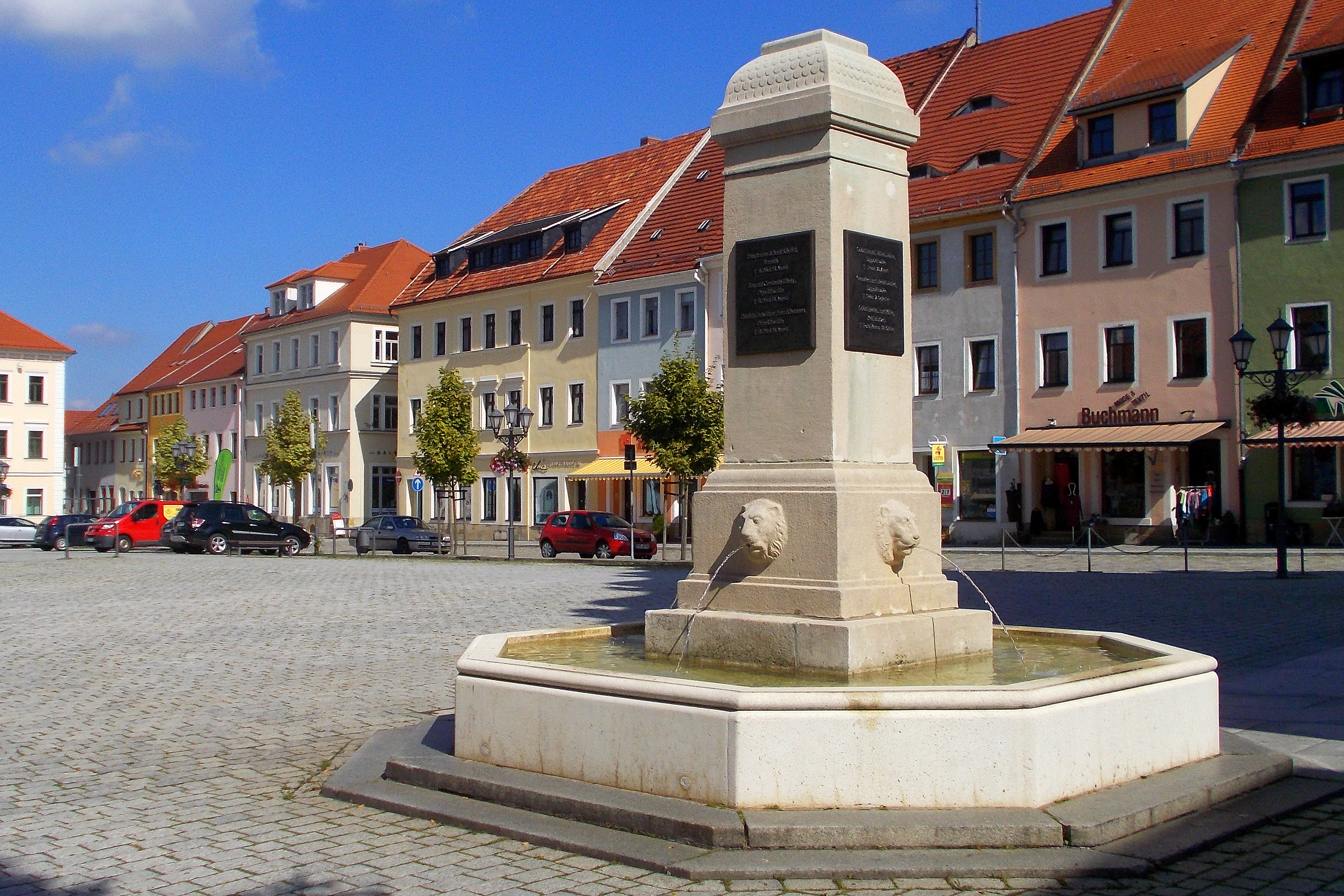
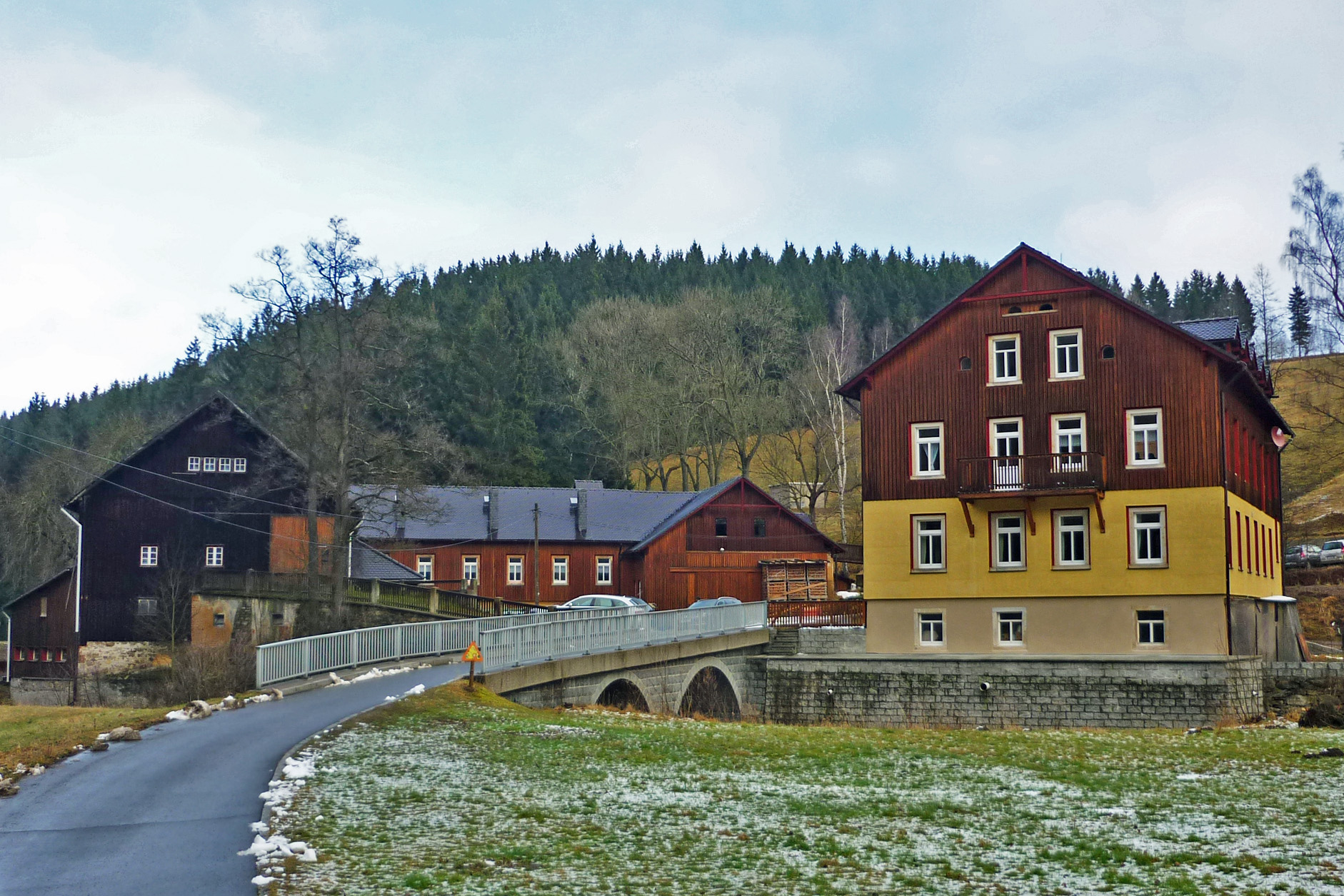
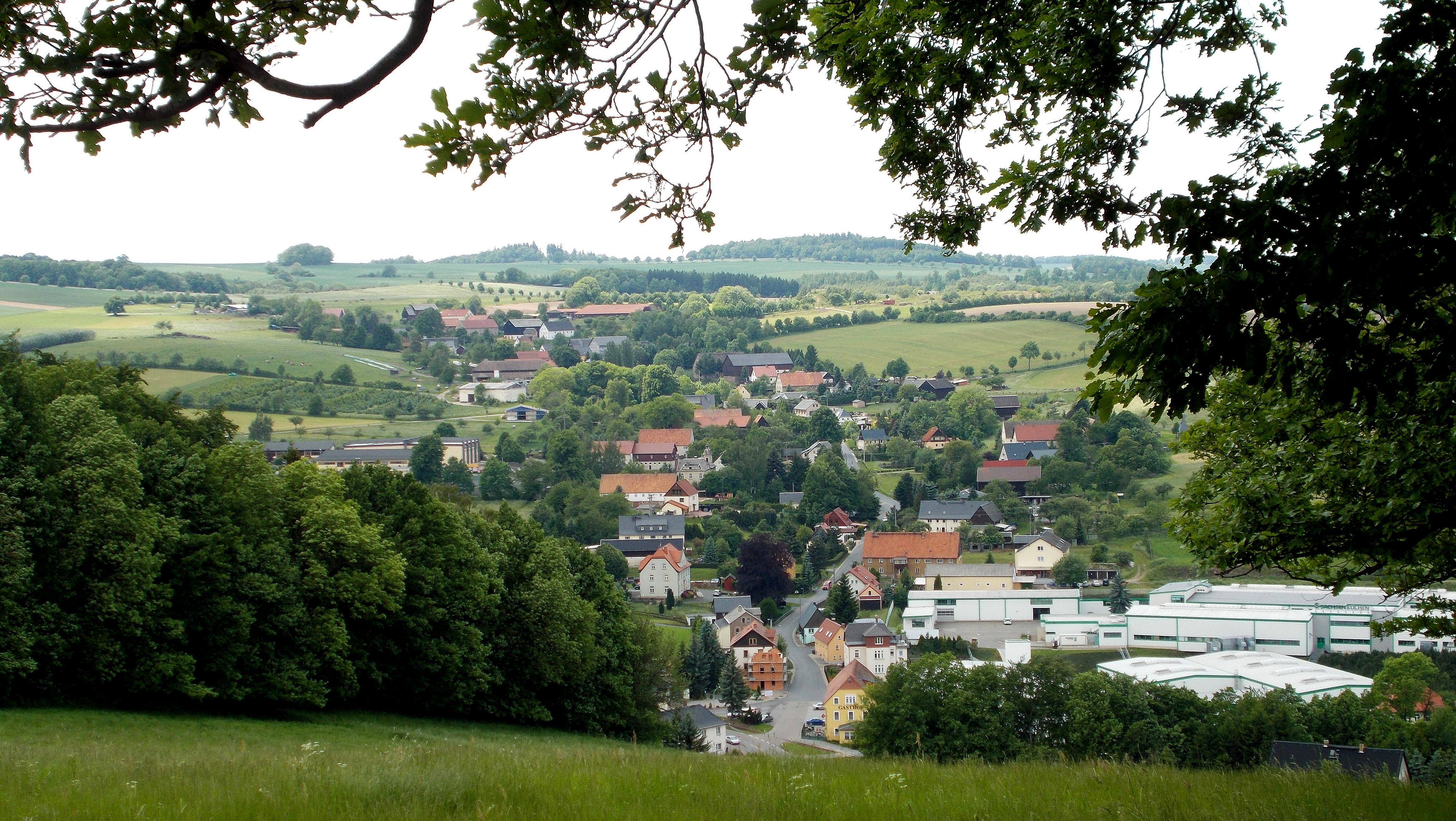

## Népesség
A település népességének változása:
| Lakosok száma | 14 447 | 14 432 | 14 096 | 14 161 | 14 174 |
|               | 2017   | 2019   | 2021   | 2022   | 2023   |